# Al-Wasat-Partei
Die al-Wasat-Partei (arabisch حزب الوسط الجديد, DMG Ḥizb al-Wasaṭ al-Ǧadīd, was Partei der neuen Mitte bedeutet) ist eine gemäßigte islamische politische Partei in Ägypten. Zur Bezeichnung siehe Wasat (Islam).

## Geschichte
Gegründet wurde die Partei 1996 von Abou Elela Mady als Abspaltung der Muslimbruderschaft, die Madi wegen ihrer „beschränkten politischen Horizonte“ beschuldigte. Die Bruderschaft kritisierte die Bildung der Partei und beschuldigte Madi, er versuche die Bewegung zu spalten. Auch von der ägyptischen Regierung wurde die Partei nicht anerkannt und man stellte Madi vor das militärische Gericht auf Grund der Anklage, er habe eine islamistische Partei geschaffen. Von 1996 bis 2009 hat die al-Wasat-Partei bereits viermal versucht eine offizielle Lizenz zu bekommen, jedoch wurde der Antrag jedes Mal vom Politischen Parteien-Komitee abgelehnt. Seit 2007, also der Änderung von Artikel 5 der ägyptischen Verfassung, sind Parteien, die auf der Grundlage von Religion gegründet wurden, verboten.

## Anerkennung
Nach der Revolution in Ägypten 2011 bekam al-Wasat im gleichen Jahr am 19. Februar die offizielle Anerkennung von einem Gericht in Kairo erteilt. Die al-Wasat-Partei erhielt damit als erste Partei nach dem Rücktritt Husni Mubaraks einen offiziellen Status, welcher der Partei den Wettbewerb bei den nächsten ägyptischen Parlamentswahlen im September ermöglicht. Gleichzeitig ist al-Wasat die erste legale Partei in Ägypten mit islamischem Hintergrund. Wenig später erlangte jedoch auch die eng mit der einflussreichen Muslimbrüderschaft verbundene islamistische Freiheits- und Gerechtigkeitspartei die offizielle Anerkennung, die als Favoritin für die anstehenden Wahlen gilt.

## Ideologie
Das Ziel der Partei ist eine tolerante Version des Islam mit liberalen Neigungen. Als Zeichen dieser Offenheit sind neben Madi auch zwei Kopten und drei Frauen unter der 24 Top-Mitgliedern der Partei. Nach Angaben der Carnegie-Stiftung für Internationalen Frieden bemüht sich al-Wasat, die Prinzipien der islamischen Scharia mit den Werten eines liberalen, demokratischen Systems zu vereinbaren. Aber das Parteiprogramm akzeptiert zum Beispiel auch das Recht eines Christen, der an der Spitze eines mehrheitlich muslimischen Landes ist.
Madi vergleicht ihre Ideologie mit der der türkischen Partei AKP.